# Alexander Abramsky
Alexander Savvatyevich Abramsky (Lutsk (Ucraïna), 22 de gener, 1898 - Moscou (Rússia), 29 d'agost, 1985) fou un compositor i folklorista soviètic.

## Biografia
Alexander Abramsky va néixer a la ciutat de Lutsk, en la família del metge de l'hospital jueu Savvaty Vasilyevich (Shevel Volfovich) Abramsky (1859 -?) i Anna Fedorovna Burdo.
Va prendre classes de piano de Konstantin Igumnov, composició de Konstantin Igumnov. Va ingressar al Conservatori de Moscou a la classe de composició (classe de Nikolai Miaskovski) de la qual es va graduar el 1927.
Després de graduar-se al Conservatori de Moscou, va participar en expedicions per recollir folklore musical. Des de 1950, va ser membre d'expedicions per estudiar folklore a la Unió Soviètica. Va visitar la regió d'Arkhangelsk, Vologda, Moscou i Uzbekistan. Aquí va gravar 75 cançons uigurs. Des de 1951 fou professor al seminari per a compositors principiants a la Unió de Compositors de l'URSS.
Va crear nombroses obres simfòniques i corals basades en la música popular, va arranjar cançons populars i va compondre les seves pròpies cançons i romanços.
Va morir el 29 d'agost de 1985 i va ser enterrat al cementiri de Mitinskoye a Moscou.

## Treball (selecció)
- 1926 — кантата «Дыхание земли» (слова Велемира Хлебникова)
- 1927 — симфония
- 1929 — концерт для фортепиано и ансамбля деревянных духовых инструментов
- 1930 — симфонический рассказ «1905 год»
- 1931 — симфонический рассказ «Степь и Поход»
- 1933 — симфония
- 1938 — Сюита на темы народов СССР и Китая
- 1941 — концерт для фортепиано
- 1943 — уйгурская музыкальная драма «Ляйлихан и Анархан»
- 1946 — симфонический рассказ «Ода»
- 1946 — «Печорские беседы»
- 1947 — музыкальная поэма «Встреча героев»
- 1951 — оратория «Шахтёрская слава»
- 1959 — сборник «Песни русского Севера»(слова Николая Доризо)
- 1963 — оратория «Человек идёт» (для хора, 3 баянов и оркестра, слова В. Кузнецова и В. Семернина)
- 1961 — кантата «О Ленине поём» (слова И. Дремова)
- 1967 — «Сильный, смелый да умелый» (слова Л. Васильевой)
- 1969 — вокальный цикл «Бывальщины» (слова Л. Васильевой, В. Бутенко, Г. Георгиева)
- 1970 — симфония «Радуга» (с хором, слова Виктора Бокова)
- 1971 — кантата «Край озёрной тишины» (слова В. Кузнецова и В. Семернина)
- 1971 — пьеса «Встречи»
- 1972 — хоровой цикл «Северное сияние»
- 1977 — оратория «Хороводы»
- 1982 — кантата «Дорогая, неоглядная»
- 1982 — кантата «Земля приморская приветная»

A més, Alexander Abramsky va compondre més de 50 cançons, 23 romanços (a les paraules de Alexander Sergeevich Pushkin, Mikhail Yuryevich Lermontova, Fedor Ivanovich Tyutcheva, Alexander Alexandrovich Blok i poetes contemporanis), 7 obres de teatre, van processar més de 60 cançons populars.